# Passeerdersgracht
Le Passeerdersgracht est un canal secondaire situé au sud du Jordaan dans l'arrondissement Centrum de la ville d'Amsterdam aux Pays-Bas. Il relie le Prinsengracht au Lijnbaansgracht sur une très courte distance. Il constitue le canal du Jordaan situé le plus au sud, et est adjacent au Grachtengordel (ouest). Le nom du canal provient du mot néerlandais passeerderij qui désignait un atelier où les espagnols transformaient et usinaient le cuir.